# Bernardo España Edo
 Bernardo España Edo (Russafa, Ciutat de València, 1 de maig del 1938 - 14 d'octubre del 2020), conegut com a Españeta, fou l'històric ajudant de material del València Club de Futbol.

## Biografia
Va començar a jugar al futbol en l'Huracà de Russafa, l'equip del seu barri. Com era seguidor valencianista, el seu somni era arribar a jugar en el València CF dels mítics Epi, Amadeo, Gorostiza i d'altres.
Quan tenia catorze anys, Españeta comença a arreplegar balons al Camp de Mestalla.
Amb només 16 anys va patir un greu accident de moto amb son germà. Es va trencar el tendó d'Aquil·les, per la qual cosa donà per finalitzades les seues il·lusions de ser futbolista, ja que, fins i tot tingué el risc de quedar-se coix. Des de l'accident va començar a colar-se en els entrenaments a Mestalla. S'escapava de l'escola i anava a arreplegar balons, mentre s'esmunyia per les portes
Finalment, es va incorporar com assistent de material a la disciplina del filial valencianista, el CE Mestalla, i fou en aquesta època quan se li va assignar el malnom que el distingiria per la resta de la seua vida: Españeta.
Cinc anys després, la seua bona labor en el filial, i les seues ganes de continuar aprenent, sumades al tracte correcte que tenia amb els jugadors i directius, li va suposar l'ascens professional a la primera plantilla del València CF, on mantingué el seu lloc de treball de manera continuada fins que es retirà. Fins i tot, arribà a ser cap d'ajudants de material.
A principis del 2003, l'any en el qual arribava a l'edat de jubilació, el club va iniciar una negociació per a arribar a un acord dels termes del seu adeu al club, ja que hi havia un problema prou important: com que no s'havia donat d'alta en els seus primers anys de faena, en el moment de jubilar-se, la paga que li hauria quedat seria més aïna escassa.
Amb tot, mesos més tard, el València CF li va ampliar el contracte laboral i ajornà d'aquesta manera la jubilació reglamentària que li arribava en complir els seixanta-cinc anys. Es va decidir que continuara perquè la seua cotització en la Seguretat Social li permetera tindre una paga pràcticament íntegra de jubilació. Españeta va deixar de viatjar amb el primer equip i va reduir el seu àmbit d'actuació a la Ciutat Esportiva de Paterna i a Mestalla.
En la dècada del 2010 va participar en campanyes publicitàries del club valencianista.

## Anècdotes de la seua personalitat
- És un fet insòlit en el món del futbol que, com a assistent de material signara autògrafs com els jugadors de l'equip i esdevinguera un emblema per a l'afició valencianista.[6]
- Era coneguda la seua habilitat d'imitar les signatures dels jugadors. Fins i tot els ajudava a signar balons, samarretes, pòsters, fotos i banderes promocionals del club.[2][6]
- Tenia una tècnica exquisida en el maneig del baló.[7] Tanta, que quan Alfredo di Stefano era entrenador de l'equip, li recomanava no fer els malabarismes davant dels jugadors per a no deprimir-los.[6]

## Palmarés
A causa de la seua carrera professional dilatada pertanyent al quadre tècnic, ha estat present en nombrosos títols aconseguits pel València CF.

### Tornejos nacionals (9)
- Lliga Espanyola (3): 1970-71, 2001-2002, 2003-2004.
- Copa del Rei (5): 1967, 1979, 1999, 2008, 2019.
- Supercopa d'Espanya (1): 1999

### Tornejos internacionals (7)
- Recopa d'Europa (1): 1979-80
- Copa de la UEFA (1): 2003-04
- Supercopa d'Europa (2): 1980, 2004
- Copa de Fires (2): 1961-62, 1962-63
- Copa Intertoto de la UEFA (1): 1998